# Crash Bandicoot 2: N-Tranced
Crash Bandicoot 2: N-Tranced, conosciuto in Giappone come Crash Bandicoot Advance 2: Gurugurusaimin Dai Panic!? (クラッシュ・バンディクー アドバンス2 ぐるぐるさいみん大パニック!??, Kurasshu Bandikū Adobansu Tsū Gurugurusaimin Dai Panikku!?), è un videogioco della serie Crash Bandicoot, sviluppato da Vicarious Visions e il secondo pubblicato per Game Boy Advance.

## Trama
Dopo gli eventi di Crash Bandicoot XS, Cortex ha fallito ancora una volta nel suo tentativo di sconfiggere Crash, e così Uka Uka brama vendetta nei confronti del bandicoot. Difatti Uka Uka organizza un piano con il Dr. N. Tropy, che usa i suoi poteri per cercare nel futuro la chiave per la sconfitta dei bandicoot: ha così la visione di sé stesso assieme ai suoi nemici, intuendo che l'unico modo per liberarsene è proprio quello di farli passare dalla sua parte: recluta così N. Trance, suo vecchio amico e maestro dell'ipnosi, per rapire e ipnotizzare i bandicoot.
Coco e Crunch vengono così rapiti tramite varco temporale e Aku Aku sveglia Crash, mandandolo a cercare un cristallo per scoprire che succede. Un altro varco quasi rapisce Crash, ma Aku Aku lo salva con i suoi poteri e e lo scontro di forze crea il Finto Crash, un doppione che (nonostante le sopracciglia folte e i dentoni terribilmente sporgenti) riesce a ingannare N. Tropy, convincendoli di aver finalmente chiuso la faccenda. Arrivato su un'isola fluttuante nell'iperspazio, Crash va a cercare i cristalli e le gemme, libera i suoi fratelli dal controllo mentale, trova assieme a loro i cristalli rimasti e libera anche Finto Crash, così N. Tropy sgrida N. Trance per aver catturato il Crash sbagliato. Dopo che il vero Crash sconfigge N. Trance, Aku Aku riesce a ingannare N. Tropy trovando il suo rifugio e, dopo essere stato ancora una volta sconfitto da Crash, N. Tropy viene catturato e fotografato assieme ai bandicoot (avverando così la sua visione).

## Modalità di gioco
Questo episodio di Crash Bandicoot esclusivamente per Game Boy Advance riprende le caratteristiche degli altri videogiochi a piattaforme per PlayStation. Nel videogioco ci sono 21 livelli con i rispettivi cristalli, oltre ai frammenti delle 3 gemme speciali. Questi ultimi sono necessari per sbloccare i livelli 22, 23 e 24 in cui sono presenti le tre gemme colorate che consentono lo sblocco del boss finale N. Tropy. In alcuni livelli si controllano Coco o Crunch anziché Crash.

### Mondi
- N. Sanity Island: livello ambientato in un'isola tropicale che funge da tutorial.
- Arabia: livelli ambientati in Oriente in cui sono nascosti i frammenti della gemma verde. Simili ai livelli orientali di Crash Bandicoot 3.
- Isola preistorica: livelli ambientati su un'isola vulcanica in cui Crash deve superare dinosauri e fiumi di lava. Qui sono nascosti i frammenti della gemma blu. Simili ai livelli preistorici di Crash Bandicoot 3.
- Antico Egitto: livelli ambientati nel deserto e nelle piramidi egiziane. Qui sono nascosti i frammenti della gemma rossa. Simili ai livelli egiziani di Crash Bandicoot 3.
- Rovine Maya: Crash, munito dell'altasfera, deve superare una miriade di ostacoli semplicemente rotolando. Crash sarà utilizzabile solo in un livello perché successivamente lo sostituirà Crunch.
- Spazio siderale: Coco, munita di razzo, deve evitare di essere raggiunta da una palla di fuoco e, allo stesso tempo, abbattere tutti gli UFO.
- Mare aperto: Crash, munito di tavola da surf, deve sfuggire dalle fauci di un famelico squalo, facendo sci nautico.

### Boss
Crash Bandicoot 2: N-Tranced è il primo gioco della serie nella quale Neo Cortex non è presente come boss finale, sostituito da N. Tropy. I nemici da sconfiggere sono:
- Crunch cattivo (lotta aerea in un paese arabico)
- Coco cattiva (in una prigione di magma)
- Finto Crash (in una piramide tutta speculare)
- N. Trance (nella prima parte su un ponte egiziano e nella seconda parte in un vulcano)
- Nefarious Tropy (prima in Arabia, poi in Egitto, infine su un'isola hawaiana)

### Elenco livelli e boss
| Warp Room 1          | Warp Room 2       | Warp Room 3       | Warp Room 4      | Warp Room 5       |
| Intro dell'isola     |                   |                   |                  |                   |
| Stampe persiane      | Tortura Tiki      | Scappa dal Sole   | Rock the Casba   | 101 aquiloni      |
| Note Lagunari        | Bare saltellanti  | È ora di Istanbul | Rocce rotolanti  | Cammina sul fuoco |
| Sala giochi d'Egitto | Bidone rotolante  | Mister Lava Lava  | Ferma l'eruzione | Nilo selvaggio    |
| Girando il mondo     | Pieno di gabbiani | Acqua e tronchi   | Basta spazio     |                   |
| Tappeto sfuggente    | Magma Mania       | Sfinge sfuggevole | Re troppo comune |                   |
| Crunch cattivo       | Coco cattiva      | Finto Crash       | N. Trance        | N. Tropy          |

## Accoglienza
IGN ha selezionato Crash Bandicoot 2: N-Tranced come il runner-up per il gennaio 2003 il premio "Gioco GBA del mese", seguito da Digimon Battle Spirit.